# Фрейзер, Брэндон
Брэндон Фрейзер (англ. Brandon Frazier; род. 19 ноября 1992 года, Финикс, Аризона, США) — американский фигурист, выступавший в парном катании. С Алексой Книрим они — олимпийские чемпионы в командном соревновании (2022), чемпионы мира (2022), серебряные призёры чемпионата мира (2023), серебряные призёры финала Гран-при (2022), двукратные чемпионы США (2021, 2023), победители командного чемпионата мира (2023).
С 2011 по 2020 он выступал с Хэвен Денни. Они — чемпионы США (2017), трёхкратные призёры этапа Гран-при Skate America (2014, 2016, 2019), бронзовые призёры этапа Гран-при Internationaux de France (2019) и чемпионы мира среди юниоров (2013).

## Биография
Брэндон Фрейзер родился в Финиксе, штат Аризона. С 1998 по 2004 год он катался на роликовых коньках.

## Карьера

### Ранние годы
Брэндон Фрейзер и Хэвен Денни впервые объединились в 2002 году в качестве роллеров, а затем вместе перешли на лёд. Как фигуристы, они соревновались вместе в течение трёх сезонов с 2005 по 2008 год, их тренировали Джим Петерсон и Линдон Джонстон. После двух сезонов на юношеском уровне пара поднялась на уровень выше и выиграла в 2008 году бронзовую медаль среднего уровня в США. Поскольку их семьи жили в разных штатах фигуристы решили разойтись.
Катаясь с Мэнди Гарза, Фрейзер занял восьмое место на Гран-при среди юниоров 2010/2011 сезона в Австрии и пятое место среди юниоров на чемпионате США. Гарза и Фрейзер объявили о распаде своей пары в феврале 2011 года.

### 2011/2012: объединение с Хэвен Денни, победа на юниорском чемпионате США

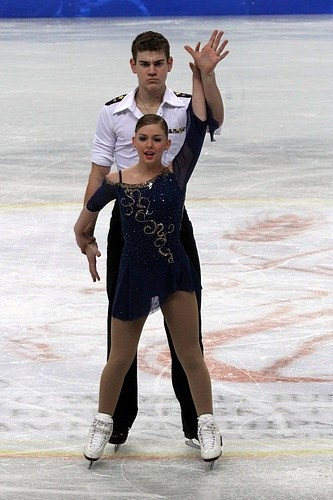
Хэвен и Брэндон на юниорском чемпионате мира (2012)

Весной 2011 года Денни и Фрейзер объединились во второй раз. Они соревновались на юниорских этапах Гран-при, заняв восьмое место в Латвии и седьмое место в Австрии. Они выиграли титул среди юниоров на чемпионате США в январе 2012 года и были назначены на чемпионат мира среди юниоров. На своём дебютном мировом первенстве пара остановилась в шаге от пьедестала, заняв четвёртое место. Пару тренировала Делайла Саппенфилд в Колорадо-Спрингс до осени 2012 года, когда они переехали в Колорадо-Спрингс, штат Флорида, чтобы тренироваться с Джоном Циммерманом и Сильвией Фонтаной.

### 2012/2013: золото юниорского чемпионата мира
Хэвен и Брэндон заняли четвёртое место на этапе Гран-при среди юниоров, проходившем в Лейк-Плэсиде.  На своём дебютном взрослом чемпионате США в январе 2013 года они заняли пятое место. В марте они выиграли золотую медаль на чемпионате мира среди юниоров, став первой американской парой, завоевавшей этот титул с 2007 года.

### 2013/2014: окончательный переход на взрослый уровень
Денни и Фрейзер заняли пятое место на обоих своих этапах Гран-при: Skate Canada и NHK Trophy. В январе они, как и год назад, стали пятыми на национальном чемпионате. Поскольку, две американские пары отправились на Олимпийские игры, для Хэвен и Брэндона нашлось место на чемпионате четырёх континентов, где они остановились в шаге от подиума.

### 2014/2015: первые взрослые успехи, серьёзная травма

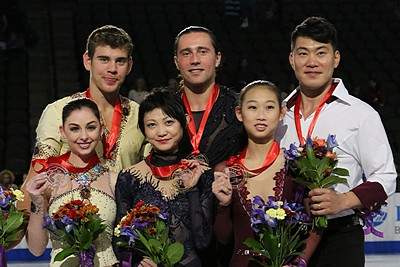
Первая медаль этапа Гран-при на Skate America

Хэвен и Брэндон завоевали медали на двух соревнованиях серии «Челленджер»: золото на Lombardia Trophy и серебро на Skate Canada Autumn Classic В серии Гран-при они выиграли свою первую серебряную медаль на домашнем этапе, а затем заняли четвёртое место на российском этапе. В России до бронзовой медали им не хватило двух сотых балла.
В январе Денни и Фрейзер выиграли свою первую серебряную медаль на чемпионате США. После национального чемпионата они начали тренироваться под руководством Инго Штойера. Они заняли седьмое место на чемпионате четырёх континентов и двенадцатое место на дебютном чемпионате мира.
В апреле 2015 года американские фигуристы изменили место проведения тренировок с Колорадо-Спрингс на Уэст-Палм-Бич, штат Флорида. Вскоре после этого, 22 апреля, Денни получила травму колена, отрабатывая двойной выброс флип вне льда. Она сказала: «Когда я приземлилась, моя нога осталась, а тело продолжало вращаться», а затем она услышала «пару громких хлопков». У неё диагностировали разрыв передней крестообразной связки, латеральной коллатеральной связки, а также двусторонний и латеральный мениск в правом колене, 28 апреля ей сделали операцию в клинике Стедмана в Вейле.

### 2015/2016: восстановление, пропуск сезона
Хэвен не нагружала правую ногу в течение шести недель, а затем начала физиотерапию, прежде чем вернуться на лёд в октябре 2015 года. В это время Брэндон работал над своими навыками катания под руководством Марины Зуевой и её команды в Кантоне. В октябре пара приступила к тренировкам в Центре олимпийской подготовки в Колорадо-Спрингс. Первоначально ограничиваясь базовыми кроссоверами, Денни начала осторожно тренировать прыжки в конце ноября.
Хэвен и Брендон не участвовали в соревнованиях в сезоне этом сезоне. С апреля 2016 года они тренировались у  Рокни Брубейкера и Стефании Бертон в ледовом центре Fox Valley в Женеве, штат Иллинойс.

### 2016/2017: возвращение, золото чемпионата США
Денни и Фрейзер вернулись к соревнованиям. Первым соревнованием после травмы стал турнир серии «Челленджер» Ondrej Nepela Memorial, где они заняли четвёртое место. Они получили два этапа Гран-при: Skate America и Skate Canada. Они выиграли серебряную медаль на домашнем этапе, а через неделю стали четвёртыми в Канаде. В декабре они выступили на ещё одном «Челленджере»  Golden Spin of Zagreb, где остановились в шаге от подиума.
На чемпионате США Хэвен и Брэндон выиграли свой первый национальный титул. Денни прокомментировала это так: «Я так горжусь тем, где мы сейчас находимся. Мы так усердно работали, переживая взлеты и падения и всё такое. Я просто очень благодарна и счастлива быть здесь». На чемпионат четырёх континентов они заняли восьмое место. Чемпионат мира для пары прошёл совсем неудачно. В короткой программе они допустили падение на прыжке и выбросе, что привело к двадцатому месту и не попаданию в произвольную программу. Также американская сборная осталась в парном катании с одной квотой на зимние Олимпийские игры, которые пройдёт в феврале 2018 года.

### 2017/2018: Олимпийский сезон
Денни / Фрейзер начали сезон на US Classic, где заняли пятое место. Американская пара стала седьмой на двух своих этапах Гран-при - Skate America и Skate Canada.
На национальном чемпионате Хэвен и Брэндон заняла лишь пятое место. Они не попали в Олимпийскую команду и не были отобраны на другие главные старты ISU. Весной 2018 года пара решила вернуться в команду Джона Циммермана и Сильвии Фонтаны, которые базировались в Уэсли-Чепел.

### 2018/2019: возвращение на национальный подиум

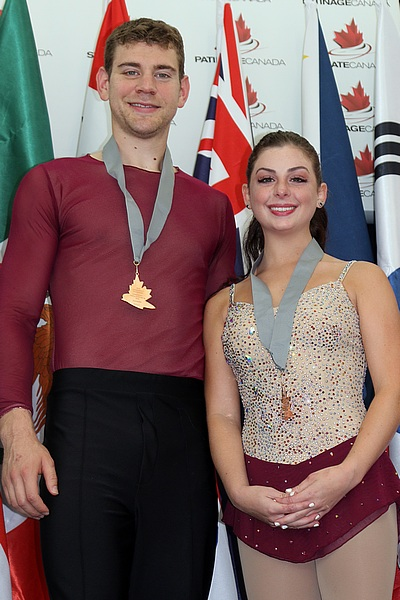
Бронзовая медаль на Autumn Classic International (2018)

В начале лета у Денни случился стрессовый перелом лодыжки. Денни и Фрейзер завоевали бронзовую медаль на турнире серии «Челленджер» Autumn Classic International, который открывал их сезон.  Они заняли шестое место на канадском этапе Гран-при. Затем пара вынуждена была отказаться от своего второго этапа Гран-при Internationaux de France, потому что стрессовый перелом Денни стал слишком болезненным для неё, чтобы кататься на коньках.
На чемпионате США Хэвен и Брэндон выиграли серебряную медаль, заняв третье место в короткой программе и второе в произвольной программе, допустив в последней несколько ошибок на прыжках. Фрейзер заметил: «Были некоторые вещи, которые мы упустили из виду, и это то, к чему мы собираемся стремиться, чтобы стать лучше». На домашнем чемпионате четырёх континентов пара заняла пятое место и сезон для них подошёл к концу. Ошибки на прыжках продолжали досаждать им, и, по словам Денни, в межсезонье они будут уделять этой проблеме самое большое внимание.

### 2019/2020: распад

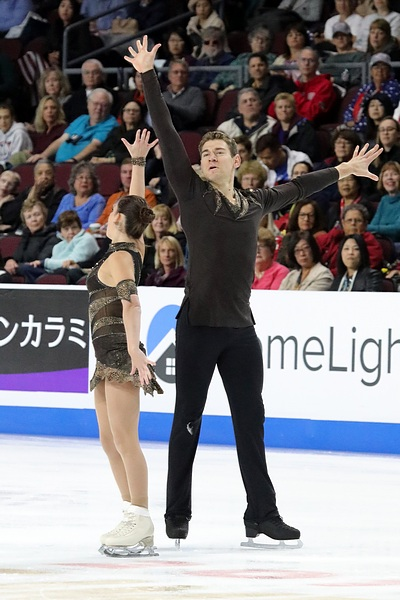
Денни и Фрейзер на Skate America (2019)

В новом сезоне Денни и Фрейзер вернули нашумевшую в своё время произвольную программу «Король Лев» сезона 2014/2015. Став шестыми на Nebelhorn Trophy, они выиграли бронзовую медаль на Skate America, обойдя действующих чемпионов США Эшли Кейн и Тимоти ЛеДюка. На своем втором этапе Гран-при, Internationaux de France, они выиграли бронзовую медаль. Они заняли третье место в короткой программе, Денни недокрутила свой тройной сальхов. Она выполнила чистый тройной сальхов в произвольной программе, хотя и задуманная комбинация из трёх прыжков ей не удалась. Они заняли второе место в произвольной программе и финишировали третьими в общем зачёте. Хэвен и Брендон снова обыграли Кейн и ЛеДюка.
Чемпионат США у пары не задался. В короткой программе Хэвен упала с тройного выброса, а затем сорвала тройной прыжок, в результате чего после первого дня они шли шестыми. В произвольной программе им также не удалось избежать ошибок и пара замкнула пятёрку лучших.
25 марта Денни и Фрейзер объявили о распаде своей пары.

### 2020/2021: новая партнёрша, первый титул Гран-при и второй национальный титул
1 апреля Алекса Книрим, чей партнёр Крис Книрим ранее завершил карьеру, объявила, что объединяется с Брэндоном Фрейзером. Новая пара начала вместе тренироваться примерно в мае 2020 года из-за ограничений, вызванных пандемией COVID-19. Они тренируются в Ирвайн (Калифорния), на льду Great Park Ice с тренерами Тоддом Сандом, Дженни Мено, Рафаэлем Арутюнианом, Крисом Книримом и Кристин Биндер. Они также берут уроки дистанционно у тренера Нины Мозер.
Книрим / Фрейзер выиграли золотую медаль на своём дебютном этапе Гран-при Skate America, что также ознаменовало их соревновательный дебют в паре. В этом мероприятии приняли участие фигуристы, тренирующиеся в США из-за ограничений на поездки, вызванных пандемией COVID-19. Пара откатала сильно и солидно в обеих программах, заняв первое место в короткой программе с результатом 74,19 балла и первое место в произвольной программе с результатом 140,58 балла, в сумме 214,77 балла, заработав свой первый титул Гран-при.
На чемпионате США в январе Алекса и Брэндон выиграли свой первый совместный национальный титул, набрав 228,10 балла, что является самым высоким результатом, когда-либо достигнутым на соревнованиях в США.  Они заняли первое место в короткой программе с результатом 77,46 балла и первое место в произвольной программе с результатом 150,64, установив новые рекорды чемпионата США в обоих сегментах. Они выиграли золотую медаль с доминирующим отрывом в 23 очка с двумя сильными и хорошо выполненными программами. Алекса Книрим - первая фигуристка в парном катании, выигравшая четыре национальных титула США после Кёко Ина, которая выиграла свой пятый титул в 2002 году. Она также является первой фигуристкой в США, выигравшей национальные титулы подряд с двумя разными партнерами с 2012 года.
На чемпионате мира в марте Книрим / Фрейзер заняли седьмое место в своём дебютном мировом первенстве. Это лучший результат американской пары с 2015 года, когда Книрим заняла такое же место со своим бывшим партнёром.
В апреле Алекса и Брэндон участвовали в командном чемпионате мира и помогли сборной США выиграть серебряную медаль. Они заняли второе место среди пар, заняв четвёртое место в короткой программе и второе место в произвольной программе. Их оценка в произвольной программе была самой высокой оценкой, которую американская пара когда-либо получала от международных судей в соответствии с действующей системой судейства.

### 2021/2022: Олимпийский сезон, командная олимпийская медаль, золото чемпионата мира
Алекса и Брэндон уверенно выступили на Cranberry Cup International, где завоевали серебряную медаль, уступив только российской паре Евгении Тарасовой и Владимиру Морозову. В сентябре они выиграли золотую медаль на международном соревновании John Nicks Pairs Challenge в Нью-Йорке, выиграв обе программы.
На своём первом этапе Гран-при сезона Skate America, Книрим и Фрейзер заняли четвёртое место и едва не поднялись на подиум, отстав от  бронзовых призёров чемпионата мира Бойковой / Козловского всего на 2,56 балла. Они были пятыми в короткой программе после того, как Фрейзер сделал степ-аут на тройном тулупе. В произвольной программе они стали вторыми и показали хороший прокат, заработав новый личный рекорд и превзойдя свой собственный рекорд по наивысшему баллу, который когда-либо зарабатывала американская пара в соответствии с действующей международной системой судейства. На своём втором этапе Гран-при во Франции пара завоевала бронзовую медаль. Они были четвертыми в короткой программе, отставая от канадцев Джеймс / Рэдфорда на 1,69 балла, но в произвольной программе им удалось обойти канадскую пару, что позволило им стать бронзовыми призёрами соревнований. Затем они участвовали в соревнованиях серии «Челленджер» Golden Spin of Zagreb, где шли вторыми после короткой программы, отстав от первого места всего на 0,51 балла. Но в произвольной программе пара допустила несколько ошибок и откатилась на пятую итоговую строчку.
Алекса и Брэндон подходили к национальному чемпионату как фавориты, пара была готова подтвердить свой титул. Они были парой из США с лучшими результатами, самыми высокими баллами и наиболее стабильными результатами на протяжении длительного периода времени, предшествовавшего национальным чемпионатам.  По прибытии на соревнования Фрейзер почувствовал себя плохо и 5 января, за день до короткой программы, у него был положительный результат на COVID-19. Пара была вынуждена отказаться от участия в соревнованиях и Фрейзер поделился эмоциональным видеообращением, в котором выразил опустошение из-за невозможности участвовать в соревнованиях.  Как ведущая пара США, Книрим / Фрейзер смогли успешно подать петицию и заработать место на Олимпийских играх.  9 января они были включены в состав олимпийской сборной США 2022 года. Фрейзер заявил, что чувствует себя «на 100 процентов нормально».  Книрим добавила: «Для меня большая честь и благодарность за то, что меня включили в команду с Брэндоном. Я верю, что лучшее еще впереди.  Мы были так готовы к соревнованиям здесь на этой неделе, что это было для нас разрушительно, но, очевидно, сейчас мы на седьмом небе от счастья».
На зимних Олимпийских играх 2022 года Книрим и Фрейзер приняли участие в командном турнире и помогли сборной США выиграть серебряную медаль. Они заняли третье место в короткой программе с чистым прокатом и заработали новый личный рекорд - 75,00 балла. Затем они стали пятыми в произвольной программе, в общей сложности принеся своей команде четырнадцать баллов. Однако получить свои медали в Пекине американским спортсменам было не суждено. Сначала церемонию награждения переносили несколько раз без объяснения причин, а затем и вовсе отменили. 11 февраля 2022 года во время Олимпийских игр в Пекине International Testing Agency (ITA) сообщило, что у российской спортсменки Камилы Валиевой в пробе на допинг, взятой на чемпионате России в Санкт-Петербурге в декабре, был обнаружен запрещённый в спорте препарат — триметазидин. МОК принял решение до завершения процесса не проводить церемонию награждения в командном турнире. Спустя почти два года 29 января 2024 года CAS утвердил дисквалификацию Валиевой на 4 года за применение допинга и аннулирование результатов начиная с 25 декабря 2021 года. Это означает, что американская сборная стала олимпийскими чемпионами в командном турнире.
В парных соревнованиях Алекса и Брэндон заняли шестое место, что стало лучшим результатом для американской пары за 20 лет. Они откатали чистую короткую программу и после этого оказались на шестом месте.  В произвольной программе они показали сильный прокат и заработали новый личный рекорд 138,45 балла, а также личный рекорд по сумме баллов - 212,68 балла. Фрейзер назвал этот опыт «сбывшейся мечтой».
Заключительным стартом сезона для Алексы и Брэндона должен был быть чемпионат мира, который проходил в Монпелье. Российских спортсменов отстранили от соревнований по причине ситуации на Украине, китайская федерация решила не отправлять своих фигуристов на мировое первенство из-за пандемии коронавируса, что делало Алексу и Брэндона главными претендентами на золотые медали. После сильного катания как в короткой программе, так и в произвольной программе, пара выиграла свой первый титул чемпионов мира с разницей в двадцать два балла от остальных с личным лучшим результатом 221,09 балла. Они выиграли короткую программу с личным рекордом 76,88 балла. Затем они выиграли произвольную программу с еще одним новым личным рекордом - 144,21 балла. Книрим и Фрейзер стали первыми американскими чемпионами мира в парном катании после Бабилония / Гарднер в 1979 году. Фрейзер сказал, что «мы не могли и мечтать о лучшем окончании сезона».

### 2022/2023: вторая медаль чемпионата мира
Алекса и Брэндон начали свой сезон в октябре на Skate America, где выиграли золотую медаль, свой первый титул Гран-при в полноценной коммерческой серии. Они откатали солидную короткую программу и заняли первое место в этом сегменте, а также заняли первое место в произвольной программе. Фрейзер, выступая после произвольной программы, отметил, что это было их первые соревнования в сезоне и что «сегодня вечером была драка, так что там было много мужества». Книрим / Фрейзер стала первой американской парой с 2006 года и третьей американской парой в истории, выигравшей Гран-при.
Книрим и Фрейзер выиграли золотую медаль на своём втором этапе Гран-при MK John Wilson Trophy, с большим отрывом в 21,66 балла. Они заработали лучшие результаты в новом сезоне и выиграли оба сегмента соревнований с сильной короткой программой и несколькими ошибками в произвольной программе. Книрим/Фрейзер стали первой американской парой, выигравшей два этапа Гран-при за один сезон, и первой американской парой, прошедшей квалификацию в финал Гран-при с 2015 года, когда Книрим прошла квалификацию со своим бывшим партнёром.
В финале Гран-при американская пара выиграла серебряную медаль, уступив победителям всего один балл. Они вошли в турнир в качестве фаворитов на титул вместе с Миурой / Кихарой из Японии, занявшими первое место. В короткой программе они откатались чисто, за исключением того, что Фрейзер коснулся рукой льда во время выезда с параллельного прыжка, и заработали новый личный рекорд - 77,65 балла заняв второе место, отстав от конкурентов всего на 0,43 балла. Они последовали за ним в произвольной программе с ещё одним сильным выступлением с двумя шаткими прыжками и заработали лучшие баллы в новом сезоне за произвольную программу и общее количество баллов. Алекса и Брендон стала первой американской парой в истории, выигравшей медаль финала Гран-при. Их общий результат был вторым по баллам среди пар из США на международных соревнованиях, уступая только их собственному результату на чемпионате мира в предыдущем сезоне.
На чемпионате США Книрим / Фрейзер выиграли свой второй национальный титул, обойдя ближайших конкурентов на 31,11 балла, что стало самым большим отрывом в истории, превзойдя их собственный предыдущий рекорд, установленный в 2021 году. Они откатали короткую программу чисто и возглавили соревнование с преимуществом в 15,1 балла. Их короткая программа набрала 81,96 балла, установив новый национальный рекорд. Они также заняли первое место в произвольной программе, продемонстрировав отличные результаты на пути к золотой медали. Это был пятый национальный титул Книрим в целом, что позволило ей встать в один ряд с пятью другими парными фигуристами по количеству выигранных титулов на чемпионате США за последние 75 лет. Пара отказалась от участия в чемпионате четырёх континентов, решив вместо этого участвовать в шоу «Art on Ice » в Швейцарии.
Подготовка к чемпионату мира было трудным для пары после того, как 2 марта их тренер Тодд Санд перенёс сердечный приступ и был госпитализирован на длительный период. Соревнуясь в Сайтаме Алекса и Брэндон завоевали серебряную медаль, их вторую медаль на чемпионате мира подряд. Они заняли второе место в короткой программе после того, как Фрейзер упал на тройном тулупе. Они выиграли произвольную программу с хорошими показателями, несмотря на то, что оба допустили ошибки на прыжках, но остались вторыми в общем зачёте, отставая от Миуры и Кихары на 4,68 балла. Их результат в произвольной программе 142,84 балла и общий балл 217,48 балла были лучшим результатом в сезоне, а также вторым по величине результатом, когда-либо достигнутым парой из США, уступая только их результатам на предыдущем чемпионате мира. Книрим / Фрейзер стали первой американской парой, завоевавшей медали на двух чемпионатах мира подряд с тех пор, как их тренеры Дженни Мено и Тодд Санд сделали это в 1995 и 1996 годах. Алекса и Брэндон стали всего лишь седьмой парой США в истории, выигравшей несколько медалей чемпионата мира.  Впоследствии Книрим заявила: «Вся эта неделя, всё это время, эта программа, всё это было для нашего тренера. Это то, что у нас на сердце».
На командном чемпионате мира в апреле Книрим / Фрейзер помогли сборной США выиграть золотую медаль с большим отрывом. Они заняли первое место среди пар, выиграв оба сегмента соревнований, обойдя Миуру и Кихару из сборной Японии. Они откатали чистую короткую программу и заработали новый личный рекорд - 82,25 балла. В произвольной программе они откатали очень сильную программу, не считая падения на тройном сальхове, и заработали новый личный рекорд 147,87 балла. Эти баллы, а также их новый личный лучший результат 230,12 балла превзошли их собственные рекорды по наивысшим баллам, когда-либо достигнутым парой из США.

## Программы
(с А. Книрим)
| Сезон     | Короткая программа | Произвольная программа                                               | Показательные выступления                                                                 |
| --------- | --- | -------------------------------------------------------------------- | ----------------------------------------------------------------------------------------- |
| 2022/2023 | - Separate Ways (Worlds Apart) Journey ремикс Bryce Miller, Alloy Tracks (из сериала «Очень странные дела») хореография: Ше-Линн Бурн | - Sign of the Times Гарри Стайлз хореография: Джон Керр и Шинед Керр | - Fix You Coldplay хореография: Рене Рока                                                 |
| 2021/2022 | - The House of the Rising Sun Heavy Young Heathens хореография: Ше-Линн Бурн                                                          | - Fix You Coldplay и Fearless Soul хореография: Рене Рока            | - Tore My Heart Уна Гартвейт хореография: Синди Стюарт - Shallow Леди Гага и Бредли Купер |
| 2020/2021 | - In the End Linkin Park в исполнении Томми Профитт - Too Far Gone Хидден Ситизенс                                                    | - Fall on Me Андреа Бочелли и Маттео Бочелли                         |                                                                                           |

(с Х.Денни)
| Сезон     | Короткая программа                                                   | Произвольная программа                                       | Показательные выступления                                 |
| --------- | -------------------------------------------------------------------- | ------------------------------------------------------------ | --------------------------------------------------------- |
| 2019/2020 | - Quidam (Cirque du Soleil) Бенуа Джутрас хореография Рене Рока      | - Король Лев Ханс Циммер хореография Рене Рока               |                                                           |
| 2018/2019 | - Billie Jean в исполнении Дэвида Кука                               | - Irrepressibles selection                                   |                                                           |
| 2017/2018 | - All Of Me Джон Ледженд                                             | - Who Wants to Live Forever Queen, Дэвид Гаррет              |                                                           |
| 2016/2017 | - Дон Жуан хореография Марина Зуева                                  | - Somewhere in Time Джон Барри хореография Марина Зуева      | - Oh! Darling The Beatles                                 |
| 2014/2015 | - Крёстный отец Нино Рота хореорафия Джон Циммерман, Сильвия Фонтана | - Король Лев Ханс Циммер хореография Рене Рока               | - One U2                                                  |
| 2013/2014 | - Malagueña Эрнесто Лекуона                                          | - Нотр-Дам де Пари Риккардо Коччанте хореорафия Жюли Маркотт |                                                           |
| 2012/2013 | - Malagueña Эрнесто Лекуона                                          | - Ла Страда Нино Рота хореорафия Жюли Маркотт                | - Due respiri Эрос Рамаззотти в исполнении Кьяры Гальяццо |
| 2011/2012 | - Чикаго                                                             | - Перл-Харбор Ханс Циммер                                    | - All That Jazz (Чикаго) Джон Кандер, Фред Эбб            |

(с М. Гарза)
| Сезон     | Короткая программа                              | Произвольная программа       |
| --------- | ----------------------------------------------- | ---------------------------- |
| 2010/2011 | - Don't Let Me Be Misunderstood Santa Esmeralda | - Джеймс Бонд                |
| 2009/2010 | - The Incredibles Майкл Джаккино                | - Sing, Sing, Sing Луи Прима |

## Спортивные достижения
(с Алексой Книрим)
| Соревнования/Сезон                       | 20/21 | 21/22 | 22/23 |
| ---------------------------------------- | ----- | ----- | ----- |
| Олимпийские игры                         |       | 6     |       |
| Олимпийские игры. Командные соревнования |       | 1     |       |
| Чемпионаты мира                          | 7     | 1     | 2     |
| Финал Гран-при                           |       |       | 2     |
| Этапы Гран-при: Internationaux de France |       | 3     |       |
| Этапы Гран-при: Skate America            | 1     | 4     | 1     |
| Этапы Гран-при: Великобритания           |       |       | 1     |
| CS Golden Spin of Zagreb                 |       | 5     |       |
| CS John Nicks Pairs Challenge            |       | 1     |       |
| Cranberry Cup                            |       | 2     |       |
| ISP Points Chall.                        | 2     |       |       |
| Командные чемпионаты мира                | 2     |       | 1     |
| Чемпионаты США                           | 1     | WD    | 1     |

(с Хэвен Денни)
| Соревнования/Сезон                                | 11/12 | 12/13 | 13/14 | 14/15 | 16/17 | 17/18 | 18/19 | 19/20 |
| ------------------------------------------------- | ----- | ----- | ----- | ----- | ----- | ----- | ----- | ----- |
| Чемпионаты мира                                   |       |       |       | 12    | 20    |       |       |       |
| Чемпионаты четырёх континентов                    |       |       | 4     | 7     | 8     |       | 5     |       |
| Этапы Гран-при: Internationaux de France          |       |       |       |       |       |       | WD    | 3     |
| Этапы Гран-при: NHK Trophy                        |       |       | 5     |       |       |       |       |       |
| Этапы Гран-при: Rostelecom Cup                    |       |       |       | 4     |       |       |       |       |
| Этапы Гран-при: Skate America                     |       |       |       | 2     | 2     | 7     |       | 3     |
| Этапы Гран-при: Skate Canada                      |       |       | 5     |       | 4     | 7     | 6     |       |
| CS Autumn Classic                                 |       |       |       | 2     |       |       | 3     |       |
| CS Nebelhorn Trophy                               |       |       |       |       |       |       |       | 6     |
| CS Golden Spin of Zagreb                          |       |       |       |       | 4     |       |       |       |
| CS Lombardia Trophy                               |       |       |       | 1     |       |       |       |       |
| CS Nepela Memorial                                |       |       | 4     |       | 4     |       |       |       |
| CS U.S. International                             |       |       |       |       |       | 4     |       |       |
| Чемпионаты мира (юниоры)                          | 4     | 1     |       |       |       |       |       |       |
| Этапы юниорского Гран-при: Австрия                | 7     |       |       |       |       |       |       |       |
| Этапы юниорского Гран-при: Латвия                 | 8     |       |       |       |       |       |       |       |
| Этапы юниорского Гран-при: США                    |       | 4     |       |       |       |       |       |       |
| Чемпионаты США                                    |       | 5     | 5     | 2     | 1     | 5     | 2     | 5     |
| Первенство США по фигурному катанию среди юниоров | 1     |       |       |       |       |       |       |       |

(с Мэнди Гарза)
| Соревнования/Сезон                                | 10/11 |
| ------------------------------------------------- | ----- |
| Этапы юниорского Гран-при: Австрия                | 8     |
| Первенство США по фигурному катанию среди юниоров | 5     |

## Детальные результаты

### С Алексой Книрим
На чемпионатах ИСУ награждают малыми медалями отдельно за короткие и произвольный произвольные.
| 2022/2023 сезон    | 2022/2023 сезон                                | 2022/2023 сезон | 2022/2023 сезон | 2022/2023 сезон |
| Дата               | Событие                                        | КП              | ПП              | Общее           |
| ------------------ | ---------------------------------------------- | --------------- | --------------- | --------------- |
| 13–16 апреля 2023  | Командный чемпионат мира 2023                  | 1 82,25         | 1 147,87        | 1T/1P 230,12    |
| 22–26 марта 2023   | Чемпионат мира 2023                            | 2 74,64         | 1 142,84        | 2 217,48        |
| 23–29 января 2023  | Чемпионат США 2023                             | 1 81,96         | 1 146,01        | 1 227,97        |
| 8–11 декабря 2022  | Финал Гран-при 2022/2023                       | 2 77,65         | 2 135,63        | 2 213,28        |
| 11–13 ноября 2022  | MK John Wilson Trophy 2022                     | 1 75,88         | 1 129,97        | 1 205,85        |
| 21–23 октября 2022 | Skate America 2022                             | 1 75,19         | 1 126,20        | 1 201,39        |
| 2021/2022 сезон    |                                                |                 |                 |                 |
| Дата               | Событие                                        | КП              | ПП              | Общее           |
| 21–27 марта 2022   | Чемпионат мира 2022                            | 1 76,88         | 1 144,21        | 1 221,09        |
| 18–19 февраля 2022 | Олимпийские игры 2022                          | 6 74,23         | 7 138,45        | 6 212,68        |
| 4–7 февраля 2022   | Олимпийские игры 2022 — командные соревнования | 3 75,00         | 5 128,97        | 1T              |
| 9–11 декабря 2021  | Золотой конёк Загреба 2021                     | 2 66,44         | 5 120,25        | 5 186,69        |
| 19–21 ноября 2021  | Internationaux de France 2021                  | 4 70,15         | 3 131,54        | 3 201,69        |
| 22–24 октября 2021 | Skate America 2021                             | 5 66,37         | 2 136,60        | 4 202,97        |
| 9–10 сентября 2021 | John Nicks Pairs Challenge                     | 1 76,09         | 1 136,46        | 1 212,55        |
| 11–15 августа 2021 | Cranberry Cup International                    | 2 69,83         | 2 136,04        | 2 205,87        |
| 2020/2021 сезон    |                                                |                 |                 |                 |
| Дата               | Событие                                        | КП              | ПП              | Общее           |
| 15–18 апреля 2021  | Командный чемпионат мира 2021                  | 4 65,68         | 2 133,63        | 2T/2P 199,31    |
| 22–28 марта 2021   | Чемпионат мира 2021                            | 7 64,67         | 7 127,43        | 7 192,10        |
| 11–21 января 2021  | Чемпионат США 2021                             | 1 77,46         | 1 150,64        | 1 228,10        |
| 25–27 октября 2020 | Skate America 2020                             | 1 74,19         | 1 140,58        | 1 214,77        |

### С Хэвен Дэнни

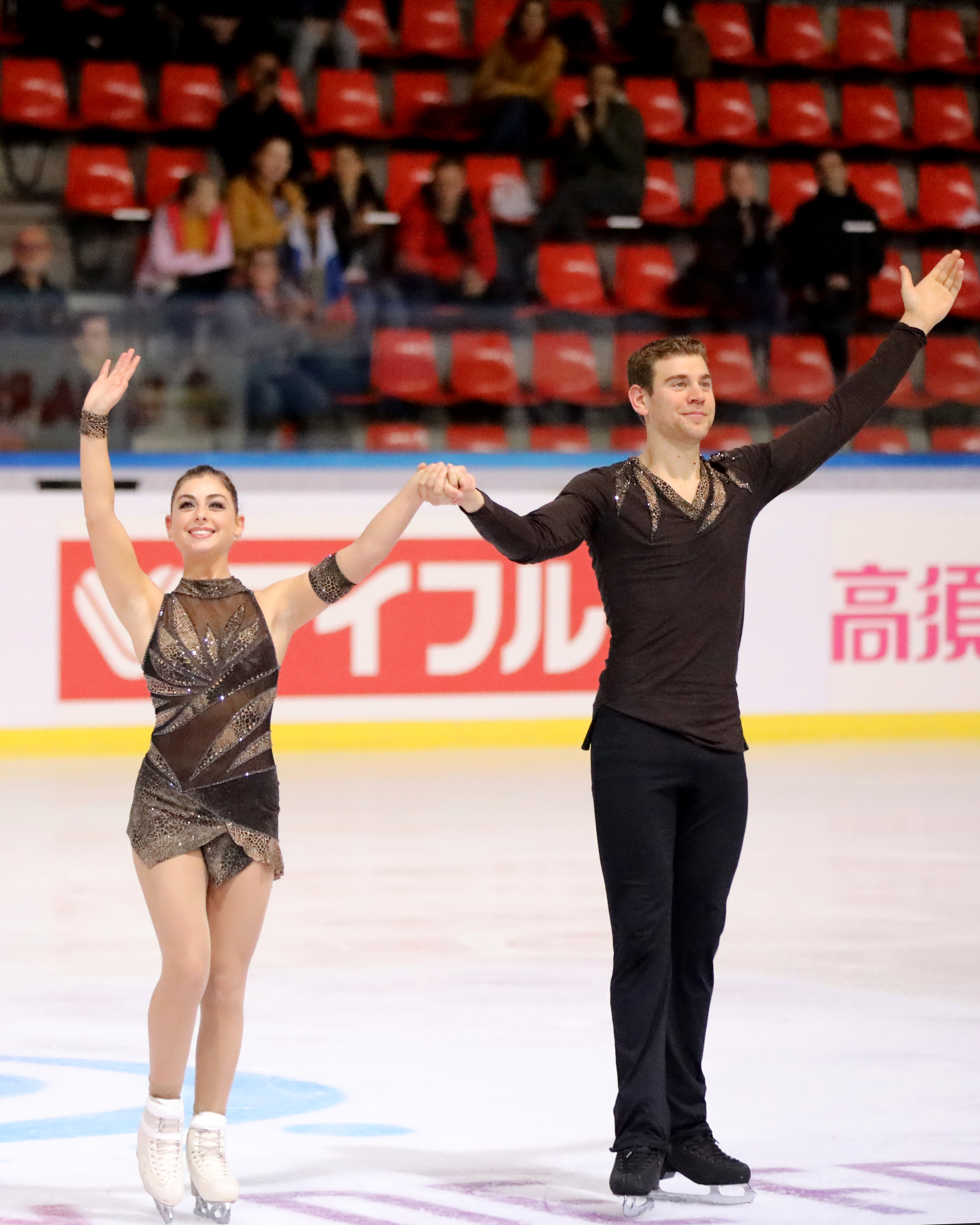
Хэвен и Брэндон на Internationaux de France (2019)

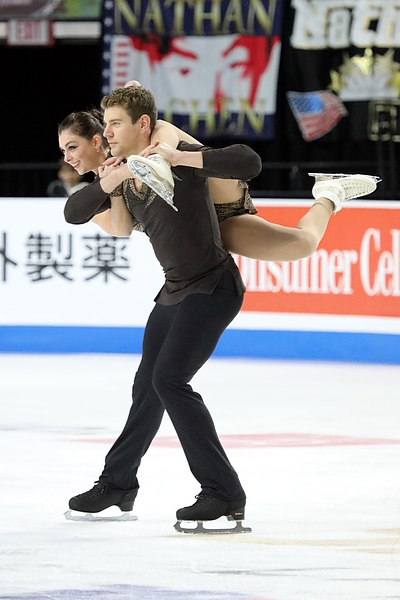
Денни и Фрейзер исполняют произвольную программу на Skate America (2019)

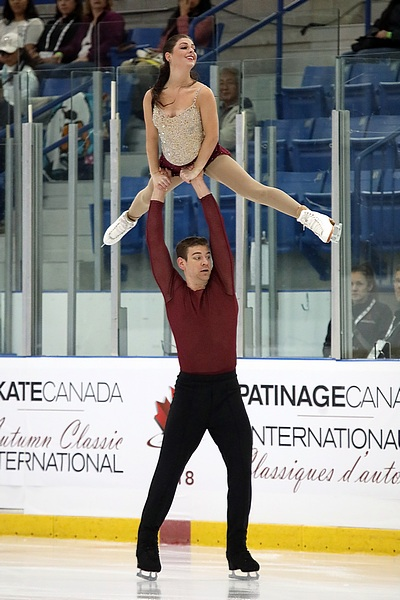
Хэвен и Брэндон в 2018 году

| 2019/2020 сезон              | 2019/2020 сезон                    | 2019/2020 сезон | 2019/2020 сезон | 2019/2020 сезон | 2019/2020 сезон | 2019/2020 сезон |
| Дата                         | Событие                            | КП              | ПП              | Общее           |                 |                 |
| ---------------------------- | ---------------------------------- | --------------- | --------------- | --------------- | --------------- | --------------- |
| 21—26 января 2020            | Чемпионат США 2020                 | 6 61,33         | 5 124,92        | 5 186,25        |                 |                 |
| 1—3 ноября 2019              | Internationaux de France 2019      | 3 68,65         | 2 130,75        | 3 199,40        |                 |                 |
| 18—20 октября 2019           | Skate America 2019                 | 4 65,18         | 2 127,52        | 3 192,70        |                 |                 |
| 25—28 сентября 2019          | Nebelhorn Trophy 2019              | 6 61,23         | 3 120,47        | 6 181,70        |                 |                 |
| 2018/2019 сезон              |                                    |                 |                 |                 |                 |                 |
| Дата                         | Событие                            | КП              | ПП              | Общее           |                 |                 |
| 4—10 февраля 2019            | Чемпионат четырёх континентов 2019 | 7 61,71         | 5 122,47        | 5 184,18        |                 |                 |
| 22—27 января 2019            | Чемпионат США 2019                 | 3 68,32         | 2 133,32        | 2 201,64        |                 |                 |
| 26—28 октября 2018           | Skate Canada 2018                  | 8 55,31         | 5 114,91        | 6 170,22        |                 |                 |
| 20—22 сентября 2018          | Autumn Classic International 2018  | 3 61,91         | 3 102,52        | 3 164,43        |                 |                 |
| 2017/2018 сезон              |                                    |                 |                 |                 |                 |                 |
| Дата                         | Событие                            | КП              | ПП              | Общее           |                 |                 |
| 3—6 января 2018              | Чемпионат США 2018                 | 4 63,63         | 5 122,69        | 5 186,32        |                 |                 |
| 24—26 ноября 2017            | Skate America 2017                 | 6 63,04         | 7 109,12        | 7 172,16        |                 |                 |
| 27—29 октября 2017           | Skate Canada 2017                  | 6 63,26         | 7 109,69        | 7 172,95        |                 |                 |
| 13—17 сентября 2017          | U.S. International Classic 2017    | 7 55,26         | 4 113,21        | 4 168,47        |                 |                 |
| 2016/2017 сезон              |                                    |                 |                 |                 |                 |                 |
| Дата                         | Событие                            | КП              | ПП              | Общее           |                 |                 |
| 29 марта — 2 апреля 2017     | Чемпионат мира 2017                | 20 56,23        |                 | 20              |                 |                 |
| 15—19 февраля 2017           | Чемпионат четырёх континентов 2017 | 8 63,39         | 8 116,06        | 7 179,45        |                 |                 |
| 14—22 января 2017            | Чемпионат США 2017                 | 2 65,39         | 1 122,93        | 1 188,32        |                 |                 |
| 7—10 декабря 2016            | Золотой конёк Загреба 2016         | 3 57,40         | 4 104,23        | 4 161,63        |                 |                 |
| 28—30 октября 2016           | Skate Canada 2016                  | 4 66,50         | 4 121,73        | 4 188,23        |                 |                 |
| 21—23 октября 2016           | Skate America 2016                 | 2 67,29         | 2 125,36        | 2 192,65        |                 |                 |
| 29 сентября — 1 октября 2016 | Мемориал Ондрея Непелы 2016        | 4 49,66         | 4 113,16        | 4 172,82        |                 |                 |
| 2014/2015 сезон              |                                    |                 |                 |                 |                 |                 |
| Дата                         | Событие                            | КП              | ПП              | Общее           |                 |                 |
| 26 марта — 3 апреля 2015     | Чемпионат мира 2015                | 8 61,32         | 12 111,19       | 12 172,51       |                 |                 |
| 10—15 февраля 2015           | Чемпионат четырёх континентов 2015 | 9 56,98         | 7 110,59        | 7 167,57        |                 |                 |
| 18—25 января 2015            | Чемпионат США 2015                 | 2 68,38         | 2 131,54        | 2 199,92        |                 |                 |
| 13—16 ноября 2014            | Rostelecom Cup 2014                | 4 54,06         | 2 110,79        | 4 164,85        |                 |                 |
| 23—26 октября 2014           | Skate America 2014                 | 3 61,08         | 2 122,76        | 2 183,84        |                 |                 |
| 15—17 октября 2014           | Autumn Classic International 2014  | 4 51,66         | 2 115,62        | 2 167,28        |                 |                 |
| 19—21 сентября 2014          | Lombardia Trophy                   | 2 46,94         | 2 110,86        | 1 157,80        |                 |                 |
| 2013/2014 сезон              |                                    |                 |                 |                 |                 |                 |
| Дата                         | Событие                            | КП              | ПП              | Общее           |                 |                 |
| 20—29 января 2014            | Чемпионат четырёх континентов 2014 | 4 58,57         | 3 108,53        | 4 167,10        |                 |                 |
| 5—12 января 2014             | Чемпионат США 2014                 | 8 59,52         | 5 122,07        | 5 181,59        |                 |                 |
| 8—10 ноября 2013             | NHK Trophy 2013                    | 4 58,67         | 4 109,18        | 5 167,85        |                 |                 |
| 24—27 октября 2013           | Skate Canada 2013                  | 5 55,01         | 5 103,82        | 5 158,83        |                 |                 |
| 2—5 октября 2013             | Мемориал Ондрея Непелы 2013        | 4 48,71         | 4 93,77         | 4 142,48        |                 |                 |

| 2012/2013 сезон              | 2012/2013 сезон     | 2012/2013 сезон | 2012/2013 сезон | 2012/2013 сезон | 2012/2013 сезон | 2012/2013 сезон |
| Дата                         | Событие             | Категория       | КП              | ПП              | Общее           |                 |
| ---------------------------- | ------------------- | --------------- | --------------- | --------------- | --------------- | --------------- |
| 25 февраля — 3 марта 2013    | Чемпионат мира 2013 | Юниоры          | 3 52,61         | 2 103,22        | 1 155,83        |                 |
| 20—26 января 2013            | Чемпионат США 2013  | Взрослые        | 4 52,48         | 6 109,79        | 5 162,27        |                 |
| 30 августа — 1 сентября 2012 | Гран-При США        | Юниоры          | 3 44,58         | 4 82,75         | 4 127,33        |                 |
| 2011/2012 сезон              |                     |                 |                 |                 |                 |                 |
| Дата                         | Событие             | Категория       | КП              | ПП              | Общее           |                 |
| 27 февраля — 4 марта 2012    | Чемпионат мира 2012 | Юниоры          | 4 50,81         | 4 99,74         | 4 150,55        |                 |
| 22—29 января 2012            | Чемпионат США 2012  | Юниоры          | 1 52,83         | 2 96,01         | 1 148,84        |                 |
| 29 сентября — 1 октября 2011 | Гран-При Австрии    | Юниоры          | 10 42,25        | 6 83,25         | 7 125,50        |                 |
| 1—3 сентября 2011            | Гран-При Латвии     | Юниоры          | 7 40,38         | 8 75,66         | 8 116,04        |                 |